# VH1
VH1 är en musikinriktad TV-kanal ursprungligen från USA men som sänds till Sverige via en pan-europeisk version. I musikmixen blandas moderna hits med äldre låtar för att tilltala målgruppen på 25 år och uppåt. Kanalen finns i flera olika versioner världen över och ingår i MTV Networks som ägs av Viacom. Förkortningen står för Video Hits 1 men den längre versionen av namnet används aldrig mot publiken.
På den europeiska marknaden finns, förutom olika versioner av MTV och VH1, även de brittiska MTV-kanalerna MTV Rocks,  MTV Base, MTV Dance och MTV Hits som alla är tillgängliga för europeiska operatörer, däribland svenska. De svenska kabeloperatörerna med Com hem i spetsen menar dock att det inte finns något intresse för nya kanaler med musikvideor hos den konservativa svenska publiken varför sändningar av MTV Base, MTV Dance och MTV Hits aldrig skett via svenska nät.[källa behövs]

## Historia
När VH1 startades i Europa blev flera av de ursprungliga programledarna från MTV Europe VJ:s på den nya kanalen. Idag har den europeiska versionen av VH1 i praktiken inga programledare alls. Istället får personerna från VH1:s reality-serier agera kanalens profiler. Storbritannien har under årens lopp knoppats av från den europeiska versionen för att istället få en egen version av VH1. I Storbritannien hade MTV Networks även en systerkanal med namnet VH2 och på den amerikanska marknaden finns VH1 Soul som visar soulvideor dygnet runt.